# Idiodes inspirata
Idiodes inspirata är en fjärilsart som beskrevs av Achille Guenée 1858. Idiodes inspirata ingår i släktet Idiodes och familjen mätare. Inga underarter finns listade i Catalogue of Life.